# Mésange modeste
Sylviparus modestus
Genre
Espèce
Statut de conservation UICN

 LC  : Préoccupation mineure
La Mésange modeste (Sylviparus modestus) est une espèce de passereaux de la famille des Paridae, l'unique représentante du genre Sylviparus.
Son aire s'étend à travers l'Himalaya, le Patkai, le sud de la Chine et sporadiquement en Indochine.